# Eurico Gomes
Eurico Monteiro Gomes (* 29. září 1955 Santa Marta de Penaguião) je bývalý portugalský fotbalista. Hrával především na pozici obránce. S portugalskou reprezentací získal bronzovou medaili na mistrovství Evropy v roce 1984, odehrál všechna čtyři portugalská utkání na turnaji. Za národní tým hrál v letech 1978–1985 a odehrál za něj 38 utkání, v nichž vstřelil 3 branky. Na klubové úrovni hrál za Benficu Lisabon (1975–1979), Sporting Lisabon (1979–1982), FC Porto (1982–1987) a Vitórii Setubal (1987–1989). S Portem vyhrál Pohár mistrů 1986–87. Šestkrát se stal mistrem Portugalska, dvakrát s Benficou (1975–76, 1976–77), dvakrát se Sportingem (1979–80, 1981–82) a dvakrát s Portem (1984–85, 1985–86). Dvakrát získal portugalský pohár, jednou se Sportingem (1981–82), jednou s Portem (1983–84). Po skončení hráčské kariéry se stal trenérem.